# Oak View
Oak View és una concentració de població designada pel cens dels Estats Units a l'estat de Califòrnia. Segons el cens del 2000 tenia 4.199 habitants.

## Demografia
Segons el cens del 2000, Oak View tenia 4.199 habitants, 1.430 habitatges, i 1.069 famílies. La densitat de població era de 831,4 habitants/km².
Dels 1.430 habitatges en un 37,8% hi vivien nens de menys de 18 anys, en un 60,3% hi vivien parelles casades, en un 9,2% dones solteres, i en un 25,2% no eren unitats familiars. En el 16,6% dels habitatges hi vivien persones soles el 5,1% de les quals corresponia a persones de 65 anys o més que vivien soles. El nombre mitjà de persones vivint en cada habitatge era de 2,94 i el nombre mitjà de persones que vivien en cada família era de 3,31.
Per edats la població es repartia de la següent manera: un 28% tenia menys de 18 anys, un 8,4% entre 18 i 24, un 30,7% entre 25 i 44, un 24,6% de 45 a 60 i un 8,3% 65 anys o més.
L'edat mediana era de 36 anys. Per cada 100 dones de 18 o més anys hi havia 99,5 homes.
La renda mediana per habitatge era de 56.786 $ i la renda mediana per família de 61.613 $. Els homes tenien una renda mediana de 48.750 $ mentre que les dones 39.554 $. La renda per capita de la població era de 25.534 $. Entorn del 5,3% de les famílies i el 6% de la població estaven per davall del llindar de pobresa.

## Poblacions més properes
El següent diagrama mostra les poblacions més properes.